# Frank Carter (Musiker)
Frank Carter (* 27. April 1984) ist ein britischer Punk- und Rockmusiker.

## Leben
Frank Carter wuchs in Hemel Hempstead in Hertfordshire nahe London in England auf. Er ist der Älteste von vier Brüdern. Zwei seiner Brüder, Richard und Steph, sind ebenfalls Musiker. Steph Carter war zwischen 2006 und 2011 gemeinsam mit Frank Teil der Band Gallows, Richard Carter war Sänger der Band Blackhole.

## Werdegang
Im Jahr 2005 gegründete Carter gemeinsam mit anderen Musikern die Hardcore-Punk-Band Gallows. Mit dieser veröffentlichte er 2006 das Debütalbum Orchestra of Wolves und drei Jahre später das Album Grey Britain, das von dem Majorlabel Warner Bros. Records veröffentlicht wurde. Außerdem erschien eine Split-EP mit der Band November Coming Fire. Beide Alben schafften den Einstieg in die britischen Albumcharts. Im Jahr 2011 verließ Carter die Band aufgrund kreativer Differenzen und Spannungen innerhalb der Band. Er wurde als Sänger durch Wade MacNeil von der Band Alexisonfire ersetzt.
Im Anschluss an die Trennung von Gallows gründete Carter mit dem Gitarristen Jim Carroll 2012 die Alternative-Rock-Band Pure Love. 2013 erschien das Debütalbum Anthems über Vertigo Records und Mercury Records. Seit 2014 ruht das Projekt.
Im Jahr 2015 gründete er die Band Frank Carter & the Rattlesnakes, das sich musikalisch wieder am Hardcore Punk orientiert. Nach einer veröffentlichten EP folgte im August des gleichen Jahres das Debütalbum Blossom über Kobalt Label Services, das einen Charteinstieg in den britischen Albumcharts verbuchen konnte.

## Musik
Gallows haben einige Lieder über Missbrauch veröffentlicht, was Fankreise bestürzt wahrnahmen. In einem Artikel aus dem Jahr 2007 mit der britischen The Independent hieß es, dass er bei einem Konzert seiner Band in Inverness mit ansehen musste, wie sein Bruder von Konzertbesuchern misshandelt wurde. Carter selbst hatte nach einem Konzertunfall am Vortag in Stoke-on-Trent aussetzen müssen, sodass sein Bruder Richard – der zu dieser Zeit selbst bei Blackhole sang – als musikalischer Ersatz einsprang.
Carter lud Konzertbesucher zu seiner Zeit bei Gallows ein auf die Bühne zu kommen und ihn zu schlagen.
Im Jahr 2024 trat er zusammen mit drei Gründungsmitglieder der Sex Pistols auf und spielte ein Set aus Sex-Pistols-Liedern.

## Diskografie

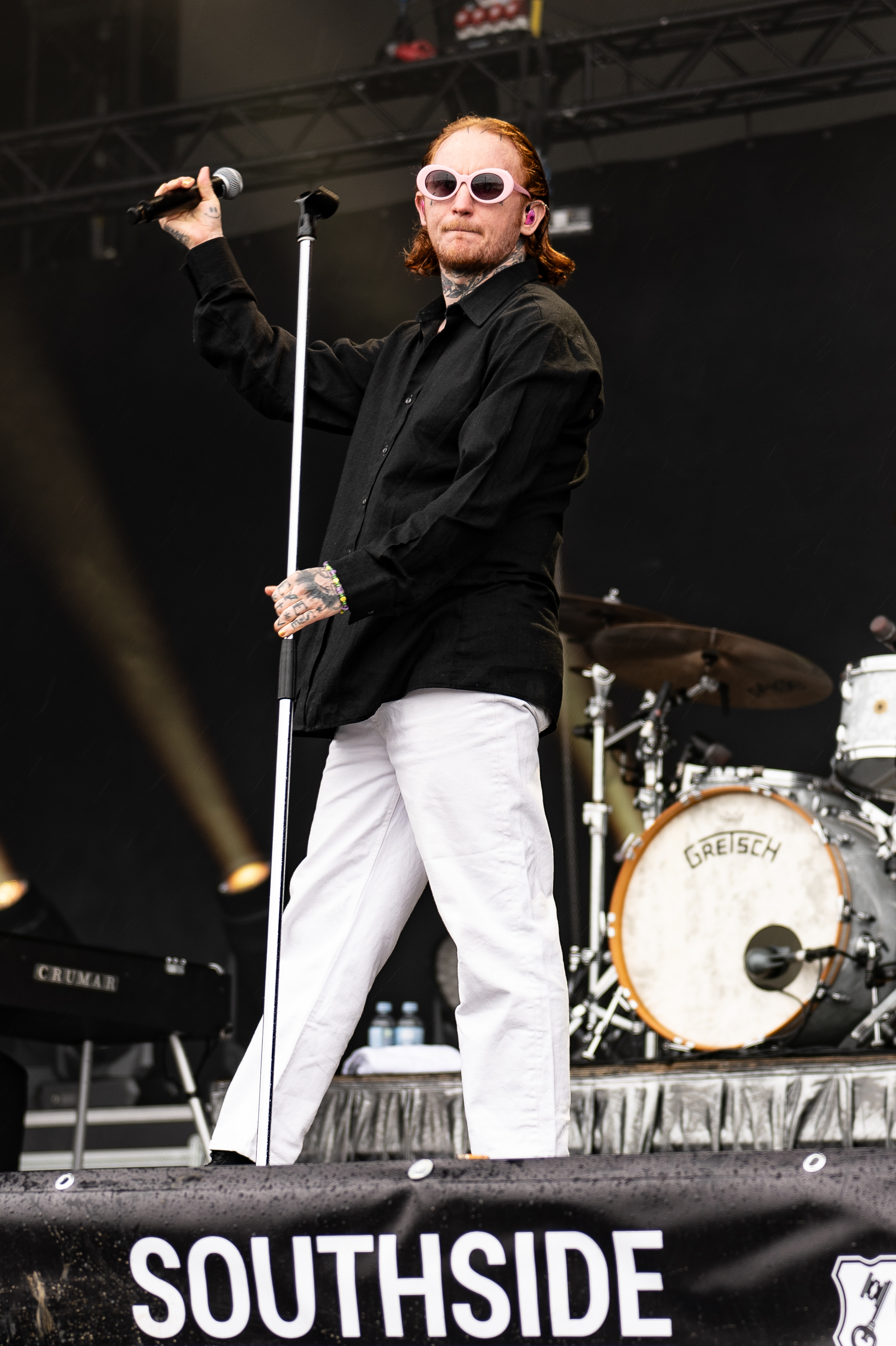
Frank Carter auf dem Southside Festival 2024

### Mit Gallows
- 2006: Orchestra of Wolves (Album, In at the Deep End Records)
- 2007: Split mit November Coming Fire (Split-EP, Thirty Days of Night Records)
- 2009: Grey Britain (Album, Warner Bros. Records)

### Mit Pure Love
- 2013: Anthems (Album, Mercury Records, Vertigo Records)
- 2014: The Bunny (EP, Eigenproduktion)

### Mit Frank Carter & the Rattlesnakes
- 2015: Rotten (EP, Eigenproduktion)
- 2015: Blossom (Album, Kobalt Label Services)
- 2017: Modern Ruin (Album)
- 2019: End of Suffering (Album)
- 2021: Sticky (Album)
- 2023: Dark Rainbow (Album)